# Zhuge Ke
Zhuge Ke (nome di cortesiaYuanxun 元遜; 203 – 253) è stato un ufficiale cinese del Regno di Wu durante l'era dei Tre Regni della Cina.
Figlio del ministro del regno di Wu, Zhuge Jin, fratello maggiore del grande stratega del regno di Shu, Zhuge Liang. Dopo la sua morte succedette a Lu Xun. Dopo la morte dell'imperatore fondatore Sun Quan, Zhuge Ke servì come reggente suo figlio Sun Liang, ma questa si rivelò un totale disastro a causa della politica troppo morbida nei confronti del regno di Wei. Nel 253, nel corso di un colpo di stato, Zhuge Ke venne ucciso, insieme alla sua famiglia.

## Carriera durante il Regno di Sun Quan

### Gioventù
Nel 221 l'imperatore Sun Quan nominò suo figlio Sun Deng principe. Questi formò un gruppo di ufficiali fedeli, composto, sia dai figli degli ufficiali di rango più elevato, che altri ben noti giovani membri dell'amministrazione. I quattro più importanti erano Zhuge Ke, figlio di Zhang Zhao, Zhang Xiu (張休), Gu Tan il figlio di Gu Yong, e il figlio di Chen Wu, Chen Biao. Sun Deng li trattò come amici, non come subordinati, per cui crebbero insieme, servendo come consiglieri di Sun Deng.
Nel 229, il nuovo segretario di Sun Deng, Hu Zong (胡綜), scrisse una nota sui suoi consiglieri, in cui scrisse che Zhuge Ke era il più intelligente e dotato della sua generazione. Sebbene questo fosse vero, si guadagnò presto la reputazione di essere sconsiderato, una caratteristica che sia suo padre Zhuge Jin, sia suo zio Zhuge Liang, gli rimproveravano continuamente. In un'occasione, Zhuge Jin osservò, "Questo bambino può, sia portare grande onore al nostro clan, che distruggerlo".

### La campagna contro il popolo di Yue
Dal 234, Zhuge Ke venne nominato capitano della guardia della capitale, proponendo all'imperatore un piano per sopprimere gli indigeni Yue della regione del Danyang non ancora sottomessi all'autorità di Wu, ancora impegnati a saccheggiare il popolo degli Han. Gli ufficiali più anziani, incluso Zhuge Jin, consideravano il piano sconsiderato e costoso. Zhuge Ke, comunque, insistette sul fatto che il suo piano avrebbe avuto successo, così Sun Quan lo nominò  governatore del Danyang, e gli diede pieno potere per metterlo in atto.
Una volta giunto sul luogo, chiese hai governatori dei quattro distretti vicini di sigillare i propri confini e di non combattere con gli Yue; poi, nella stagione della raccolta del riso, lo raccolse rapidamente trasportandolo lontano dalle loro zone di saccheggio. Quindi gli Yue si ritirarono per fame, e, non appena si ritirarono, Zhuge li trattò con dolcezza giungendo ad un compromesso. Dal 237 la regione del Danyang fu interamente sotto il controllo delle autorità Wu divenendo un distretto produttivo sia per la forza lavoro che per i rifornimenti. Sun Quan rimase impressionato da tale risultato, nominando Zhuge Ke, marchese.

### La ritirata del Shouchun
Nel 243, Zhuge Ke pianificò un massiccio attacco contro la città Wei di Shouchun, preparando l'esercito all'attacco. Tuttavia, quando l'importante ufficiale Wei Sima Yi giunse e preparò la difesa, piuttosto che permettere a Zhuge di affrontare il molto più esperto Sima Yi in battaglia, Sun Quan ordinò a Zhuge Ke di ritirarsi. Comunque, fra la gente, Zhuge Ke divenne famoso per essere stato disposto ad affrontare Sima Yi. Lu Xun si preoccupò a proposito della sconsideratezza di Zhuge Ke gli scrisse un rimprovero. Sapendo di doversi sottomettere al più anziano Lu Xun, Zhuge Ke gli scrisse delle scuse. Dopo che Lu Xun morì nel 245, Sun Quan nominò Zhuge Ke governatore della regione del Wuchang al posto di Lu Xun.

### La morte di Sun Quan
Nel 251, consapevole di essere al termine della propria vita, Sun Quan cercò un reggente per il suo erede, Sun Liang. Il suo assistente personale Sun Jun gli raccomandò Zhuge Ke, e la popolazione era d'accordo sul fatto che Zhuge Ke fosse il più indicato a ricoprire tale carica. Sun Quan era preoccupato sia per l'arroganza di Zhuge Ke, che per la sua grande autostima, ma era necessario indicare al più presto un reggente per Sun Jun, così Zhuge Ke venne richiamato dal Wuchang. Quando Zhuge partì da Wuchang, il generale anziano Lü Dai, conoscendo la sconsideratezza di Zhuge Ke, gli disse, "Quando ti troverai in difficoltà, prima di fare qualsiasi cosa, pensa dieci volte." Zhuge, piuttosto che mostrare sottomissione come con Lu Xun, rispose in maniera irriverente a Lü Dai, "Quando Ji Wenzi (季文子, uno studente di Confucio) pensò tre volte prima di agire, Confucio gli disse, 'Pensa solo due volte.' Ora lei, signore, mi dice di pensare dieci volte. Non è che mi prende per stupido?" Lü Dai non seppe come rispondere, e la gente al tempo pensò che Lü si stesse sbagliando, ma più tardi il fatto venne visto come una prova della crescente arroganza e sconsideratezza di Zhouge. Infatti, dopo che Sun lo ebbe nominato reggente e ordinato che tutte le decisioni importanti venissero visionate prima da Zhuge Ke e fatto inchinare tutti i generali di fronte a lui, Zhuge divenne ancora più arrogante. Dopo la morte di Sun Quan nel 252, Sun Liang gli succedette, e Zhuge Ke lo servì come reggente, come deciso da Sun Quan.

## Reggente di Sun Liang
Una volta divenuto reggente, Zhuge Ke diminuì il peso delle severe leggi che Sun Quan aveva approvato nel suo ultimo periodo di regno, diminuendo le tasse. La gente era felice, e, ovunque andasse, vi era una grande folla che lo accoglieva.

### La battaglia della diga di Dongxing
Nel 252, Zhuge ricostruì la diga di Dongxing che Sun Quan aveva inizialmente costruito nel 230, ma distrutto nel 241. Il bacino idrico, situato nei pressi del lago Chao, aveva il doppio intento di essere utilizzato sia per difendersi da un potenziale attacco dell'esercito del regno di Wei, che come un avanzato meccanismo per consentire la navigazione delle navi Wu. In risposta, il reggente del regno di Wei, Sima Shi (figlio di Sima Yi) diede inizio ad un triplice attacco contro il regno di Wu, utilizzando l'esercito per attaccare la diga di Dongxing. Zhuge Ke, ed il suo generale Ding Feng, trovarono gli Wei impreparati, fingendo di essere loro stessi impreparati, infliggendo così una grossa perdita alle forze del regno di Wei, che, pertanto, furono costretti a ritirarsi.

### La disfatta di Hefei
Incoraggiato dal proprio successo a Dongxing, Zhuge Ke preparò un massiccio attacco al regno di Wei, giustificandosi con il fatto che Sima Shi, avendo 45 anni, fosse "giovane e inesperto". Eseguì un piano preparato da tempo, ovvero di arruolare tutti i giovani del regno di Wu per sferrare un attacco ancora più massiccio contro il regno di Wei, ma subendo comunque l'opposizione di un gran numero di alti ufficiali. Coordinò inoltre l'attacco con il reggente Shu Jiang Wei. Comunque la sua strategia si rivelò imprevedibile, in quanto cambiò, senza alcun apparente motivo l'oggetto del suo attacco, decidendo invece di attaccare la città di Hefei, nonostante il fatto che questo centro fosse in grado di resistere ad attacchi di maggiore portata. Zhuge Ke ignorò il logoramento delle sue truppe. Dopo lungo tempo fu costretto a ritirarsi a causa dell'arrivo dei rinforzi del regno di Wei. Zhuge Ke, invece di ritornare alla capitale Jianye per scusarsi dei suoi errori tattici, per un lungo periodo di tempo rimase lontano dalla capitale, e non si scusò mai per le grandi perdite subite.

### L'assassinio di Zhuge Ke
Quando ritornò finalmente a Jianye, tentò di sopprimere severamente l'opposizione, punendo tutti quelli che non erano d'accordo con lui. Organizzò un ulteriore attacco contro il regno di Wei, ignorando sia le recenti pesanti perdite che il risentimento della popolazione.
Così Sun Jun decise di assassinare Zhuge Ke. Disse a Sun Liang che Zhuge Ke stava progettando un tradimento per cui gli preparò una trappola alla festa imperiale. Non si sa quando l'imperatore sapesse in realtà di questo fatto, poiché all'epoca aveva solo dieci anni. A metà festa, sia le forze di Sun Jun che gli assassini assoldati per uccidere Zhuge attaccarono, spazzando via il clan di Zhuge Ke.

### Onori Postumi
Dopo la morte di Sun Jun e del suo successore, il cugino Sun Lin, nel 258 l'imperatore Sun Xiu, attribuì gli onori a Zhuge Ke, ma alla proposta di costruire una statua in sua memoria, Sun Xiu rifiutò, osservando correttamente che entrambe le sconfitte militari e il modo sconsiderato in cui mise in pericolo la propria vita, mostravano che non fosse degno di un monumento.